# Duna menti kerékpárút

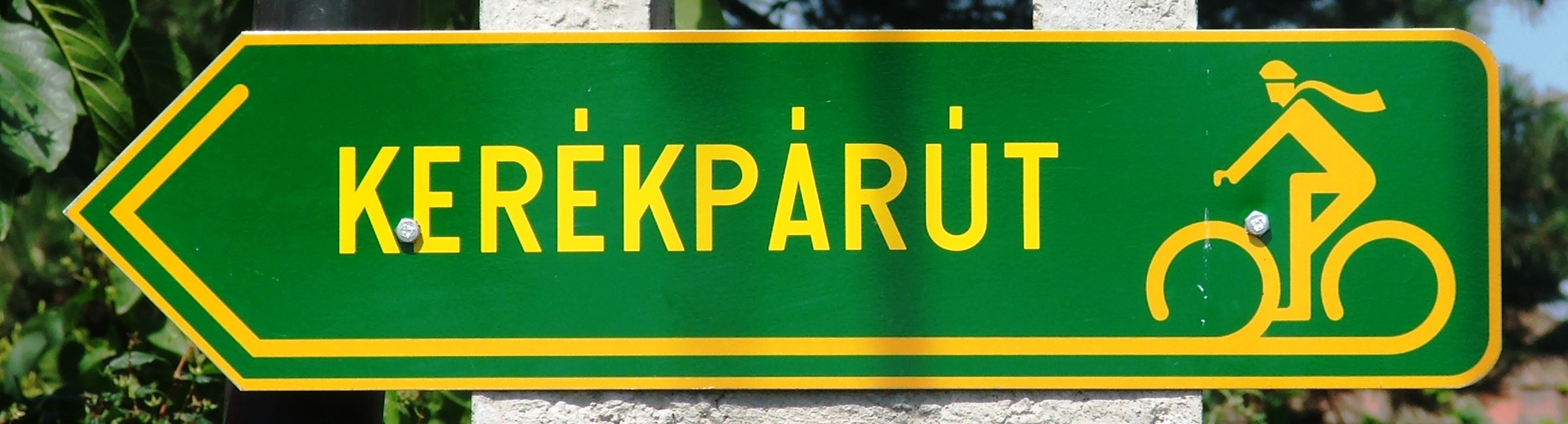
Egy útjelző tábla az útvonalon

A Duna menti kerékpárút (angolul: Danube Cycle Path; németül: Donauradweg; szlovákul: Dunajská cyklistická cesta) a Duna mellett, négy országot érintő kerékpárút. Donaueschingen városában a Fekete-erdőben kezdődik és Budapesten keresztül egészen Konstancáig tart. A Duna menti kerékpárút Európa egyik legnépszerűbb kerékpáros túraútvonala. Különösen a Passau és Bécs közötti szakasz igen közkedvelt, de köszönhetően a fejlődő kerékpáros infrastruktúrának, a Pozsony–Budapest szakaszt is egyre több kerékpáros turista keresi fel.
A Duna menti kerékpárút része a nemzetközi EuroVelo 6. kerékpáros útvonalnak, amely Nantes-tól indul a Loire mentén, és kelet felé átszeli Franciaországot. Tovább fut a Boden-tóig Svájcban, majd a Dunát követve, Németország, Ausztria, Szlovákia, Magyarország, Szerbia, Bulgária érintésével, érkezik meg Romániába. Konstancánál éri el a Fekete-tengert.
A kerékpárutat a következő szakaszokra osztották fel:
- I. szakasz: Donaueschingen – Passau (550 km),
- II. szakasz: Passau – Bécs (320 km),
- III. szakasz: Bécs – Budapest (330 km),
- IV. szakasz: Budapest – Fekete-tenger (1670 km).

## A kerékpárút által érintett országok
- Németország
- Ausztria
- Szlovákia
- Magyarország
- Horvátország
- Szerbia
- Bulgária
- Románia

## Németország
- Donaueschingen – Ulm: 195 km
- Ulm – Ingolstadt: 156 km
- Ingolstadt – Regensburg: 91 km
- Regensburg–Passau: 152 km

## Ausztria
- Passau – Linz: 98 km
- Linz – Melk: 107 km
- Melk – Bécs: 121 km
- Bécs – Hainburg an der Donau: 45 km

## Szlovákia
- Hainburg an der Donau – Pozsony: 17 km
- Pozsony – Rajka: 22 km

## Magyarország

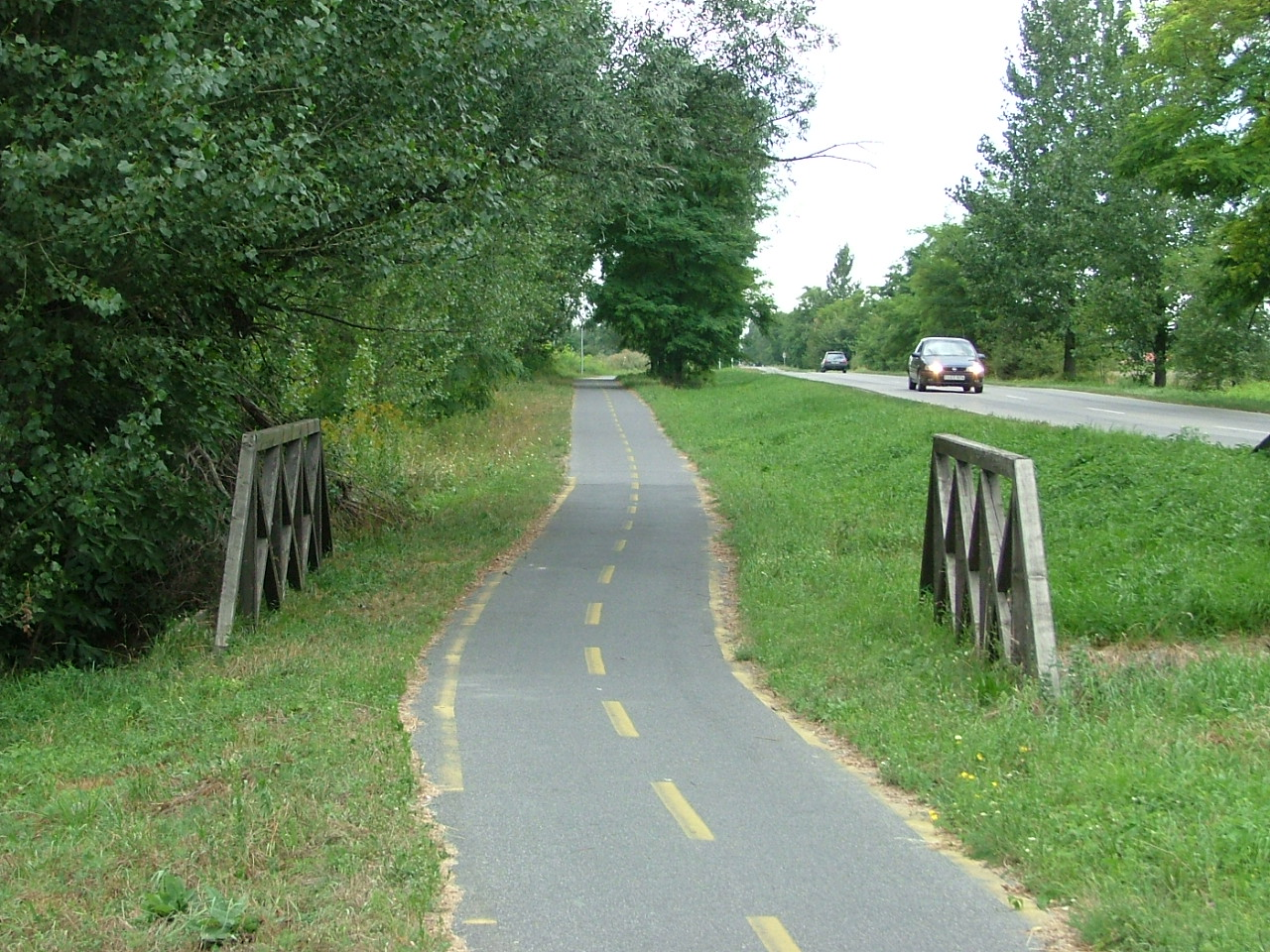
A szigetközi kerékpárút

Az alábbiakban a kerékpáros útvonal III. és IV. magyarországi szakaszát tárgyaljuk. Érdemes megemlíteni, hogy a 19. század végén Kolozsvár és Párizs közötti oda-vissza utat egy honfitársunk kerékpárral már megtette, amivel megelőzte ezen útvonal bejárását. A magyarországi kerékpáros úthálózat a gyors térnyerés ellenére még nagyon foghíjas.
Az összefüggő hálózatból még sok kisebb nagyobb összekötő szakasz hiányzik. Általában a települési szakaszok készültek el a pénzügyi és pályázati lehetőségek függvényében. Győr-Moson-Sopron vármegyében két nagyobb szakaszon épült bicikliút: a Szigetközben és a Fertő tó körül. A szigetközi kerékpárút ingázásra tökéletesen alkalmas, turistaútnak viszont nem igazán, mert keskeny a kétirányú közlekedéshez, s az Atlanti-óceántól a Fekete-tengerig tartó Eurovelo 6 útvonalon jóformán ez az első szakasz, ahol a kerékpárosok nem mehetnek egymás mellett.
A Mosonmagyaróvár felől jövők Halászi után már nemigen csodálhatják a folyót, márpedig a turista inkább kerül, ha elég széles, forgalommentes és szép tájon haladhat. Ezért a tájékozottabbak szívesebben mennek el Püski és Lipót felé a Lajta mentéről, még ha tovább is tart az út. Nem megoldott a győrújfalui szakasz, a szigetközi biciklis útja itt járdákon át vezet.

### Rajka–Győr(56 km)
|  |  |  |

|  |  |  |

|  |  |  |

|  |  |  |

|  |  |  |

|  |  |  |

|  |  |  |

|  |  |  |

|  |  |  |

|  |  |  |

|  |  |  |

|  |  |  |

|  |  |  |

|  |  |  |

|  |  |  |

|  |  |  |

|  |  |  |

|  |  |  |

|  |  |  |

|  |  |  |

|  |  |  |

|  |  |  |

|  |  |  |

|  |  |  |

|  |  |  |

|  |  |  |

|  |  |  |

|  |  |  |

|  |  |  |

|  |  |  |

A Duna menti kerékpárút magyarországi szakaszának legészakibb kiindulópontja Dunántúlon, Rajka községben van. A hármashatáron való elhelyezkedésből, valamint a kilátásba helyezett határátkelő-megnyitásokból adódó kerékpáros turizmus kezdeti útvonalának legalkalmasabb helyszíne. A településen 3 kerékpárút halad át, ebből 2 Szlovákiából, 1 Ausztriából vezet ide. A Rajka és a Mosonmagyaróvár közötti bevezető szakasz még csak terv formában létezik. A megvalósításig a kis forgalmú szigetközi útvonal használható erre a célra. Az útvonal jó levegőjű, vízközeli, természetközeli helyeken át vezet. Például Dunasziget és Halászi között természetvédelmi körzeten keresztül lehet karikázni.
Mosonmagyaróvártól kezdve a Szigetközön keresztül lehet kerekezni végig, teljesen kiépített szabványos kerékpárúton. Bár egyes vélemények szerint nem elég széles, egymás után kell közlekedni és két találkozó kerékpáros túrázó csapat nehezen fér el egymás mellett. A Szigetköz jobb oldalán a Mosoni-Duna, míg bal oldalon az Öreg Duna szegélyezi a tájat. A kijelölt útvonal Mosonmagyaróvárt elkerüli, de Halásziból egy három kilométeres kiépített kerékpáros úton megközelíthető. Itt érdemes feltölteni az esetlegesen hiányzó készleteket, illetve magyarországi túrázóknak kiinduló pontnak lehet javasolni.
Az első néhány kilométer megtétele után Darnózselibe érünk, ahonnét érdemes egy rövid kitérőt tenni Lipótra, ahol termálvizű strandon lehet lubickolni. A fürdőzés után az étkezési és a szállás lehetőségek kihagyása után a Lipótot Darnózselivel összekötő védett vadgesztenye fasoron lehet Hédervárt megközelíteni. Az utat folytatva pár kilométer megtétele után út menti vendégfogadó tűnik szemünkbe Zsejkepusztán. A szigetközi települések sűrűn követik egymást. Győrújfalut elhagyva hamarosan beérünk Győr külterületére, s a 14. számú főútvonalt elérve a Vámosszabadi határátkelő felé vezető kerékpárútba csatlakozunk bele.

#### Győr
Győrt az 1970-es évek végéig a nagy kerékpáros forgalom miatt „a kerékpárosok városának” is nevezték. A város síkvidéki domborzata kedvező a kerékpáros közlekedés szempontjából, de a motorizáció terjedése időlegesen visszaszorította azt. A városban 1997-ben meglévő kerékpárutak hossza 26 km volt. Mára ez megtriplázódott, mivel minden útfelújítás alkalmával vagy új út megépítésével együtt kerékpárutakat is építenek vagy kerékpáros sávokat festenek fel. A győri belvárostól kezdve a külvárosokig összefüggő kerékpárosút hálózat alakult ki. A külföldiek a helyismeret hiánya miatt nehezen boldogulnak, mert a turistautak irányjelző kitáblázása hiányos.
Nyugat-Európában elfogadott, hogy a biciklis az úttesten halad és felfestett burkolati jel választja el őt az autóstól. Így a kanyarodó sofőrök jobban látják, míg a gyalogút szerepét is betöltő vonal kereszteződésein egy kerékpárosnak igen kockázatos megállás nélkül áthajtani. Azért sem megoldott a dolog, mert hiába van a kerékpárosnak egyre több helyen külön sávja, az egyrészt nem folyamatos, másrészt sok helyen ráengedik a buszmegállóba érkező gyalogosokra, jó példa erre Győrben a Tihanyi út és a Rónay Jácint utca. „…sokkal egyszerűbb és célravezetőbb megoldás az úttesten egy sávot festeni, s csak ott gondolkodni külön útban, ahol erre elegendő a hely és külön járdát is ki tudnak építeni. Állandó gondot okoznak még a körforgalmak is: itt a biciklis háromszor kénytelen leszállni egy balra ívelő kanyarhoz…”

### Győr–Komárom(50 km)
Győr és Komárom között még nem készült el a kerékpárosút, több helyen murvás út, sőt földút van, mely eső után sáros. Ezért a megjegyzésben felsorolt változatokat érdemes végig járni. 2015 decemberében átadták Győr és Gönyű között az új, jó minőségű kerékpárutat.

#### Komárom
Dél-Komárom Újszőny településből 1896-tól kifejlődött város. Növekedési üteme különösen a trianoni békeszerződés után nőtt meg. Ma egy 20.000 lelket számláló kisváros a Duna jobb partján. Élénk forgalmú közúti és vasúti határátkelőhely. A város mai arculatát meghatározza turisztikai, kulturális és kereskedelmi szerepe.
Látnivalói:
- Komáromi erődrendszer
- gyógyfürdő

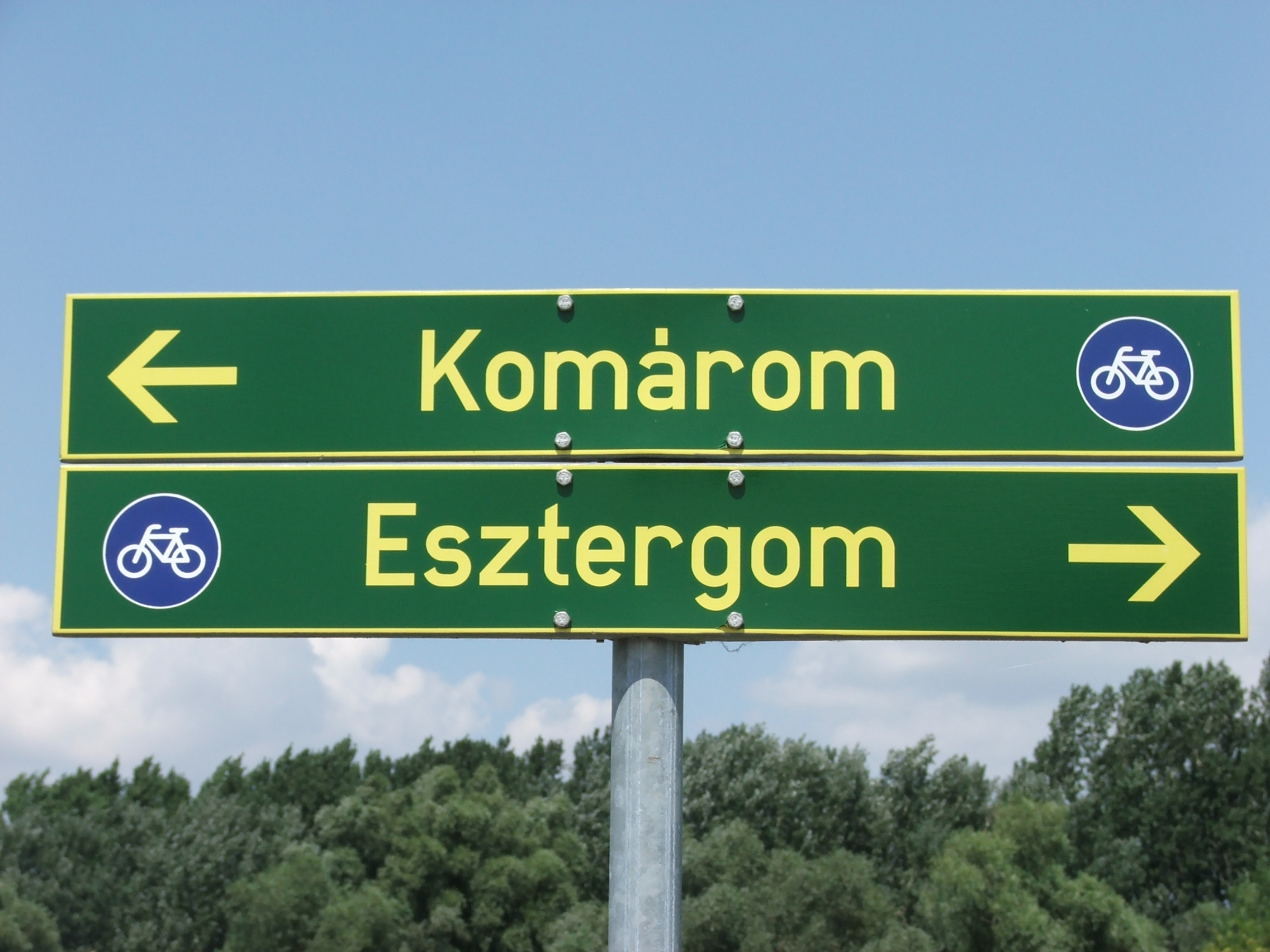
Kerékpárút jelzések

Az 1960-as évektől fúrt hévízét gyógyhatásúnak minősítették. Továbbindulás előtt érdemes kirándulást tenni Észak-Komáromba is.

#### Komárom (Szlovákia)
Az ikerváros történelme során két időszakban volt egy város, de a trianoni békeszerződés kettészakította. Mielőtt továbbindulnánk Komáromból Esztergom irányába, érdemes Észak-Komáromba is átlátogatni, mert a város számos műemlékkel és hangulatos belvárossal is büszkélkedik. A többségében magyarok lakta városban otthonosan mozog a magyar turista, a magyar nyelvet szinte mindenki érti és magyar információs feliratok segítenek a tájékozódásban.
Látnivalók, műemlékek az óvárosban
- Európa udvar
- Zichy palota
- Városháza
- Szentháromság szobor
- volt Tiszti pavilon
- Szent András-bazilika

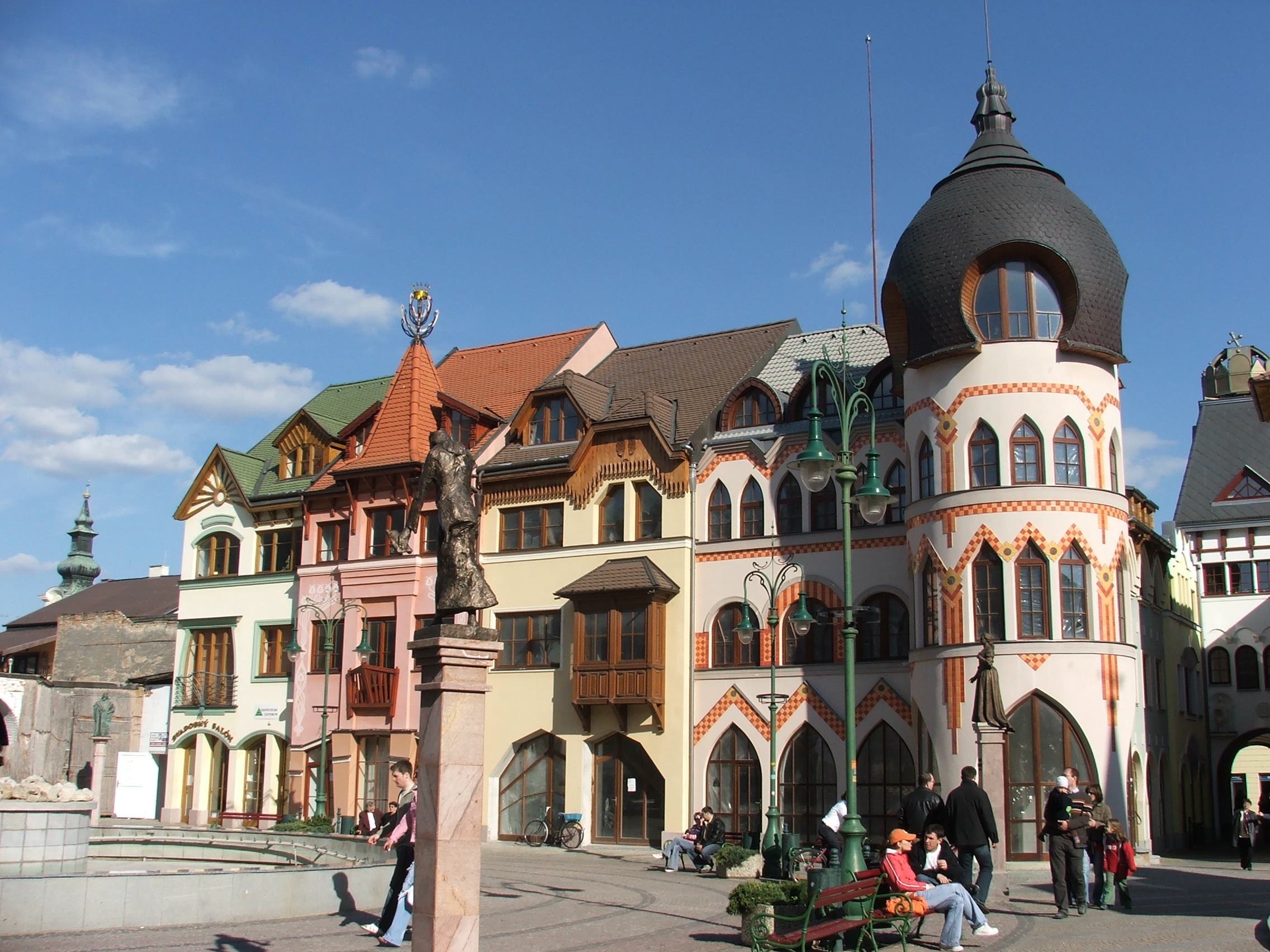
Észak-Komárom, Európa udvar

- Magyar Kultúra és Duna Mente Múzeuma
- Katonatemplom
- A volt Komárom-vidéki Takarékpénztár épülete
- Komáromi vár (Ó- és Újvár)
- református templom és református kollégium
- Szent Rozália-templom
- Gyógyfürdő

### Komárom–Esztergom(55 km)
|  |  |  |

|  |  |  |

|  |  |  |

|  |  |  |

|  |  |  |

|  |  |  |

|  |  |  |

|  |  |  |

|  |  |  |

|  |  |  |

|  |  |  |

|  |  |  |

|  |  |  |

|  |  |  |

|  |  |  |

|  |  |  |

|  |  |  |

|  |  |  |

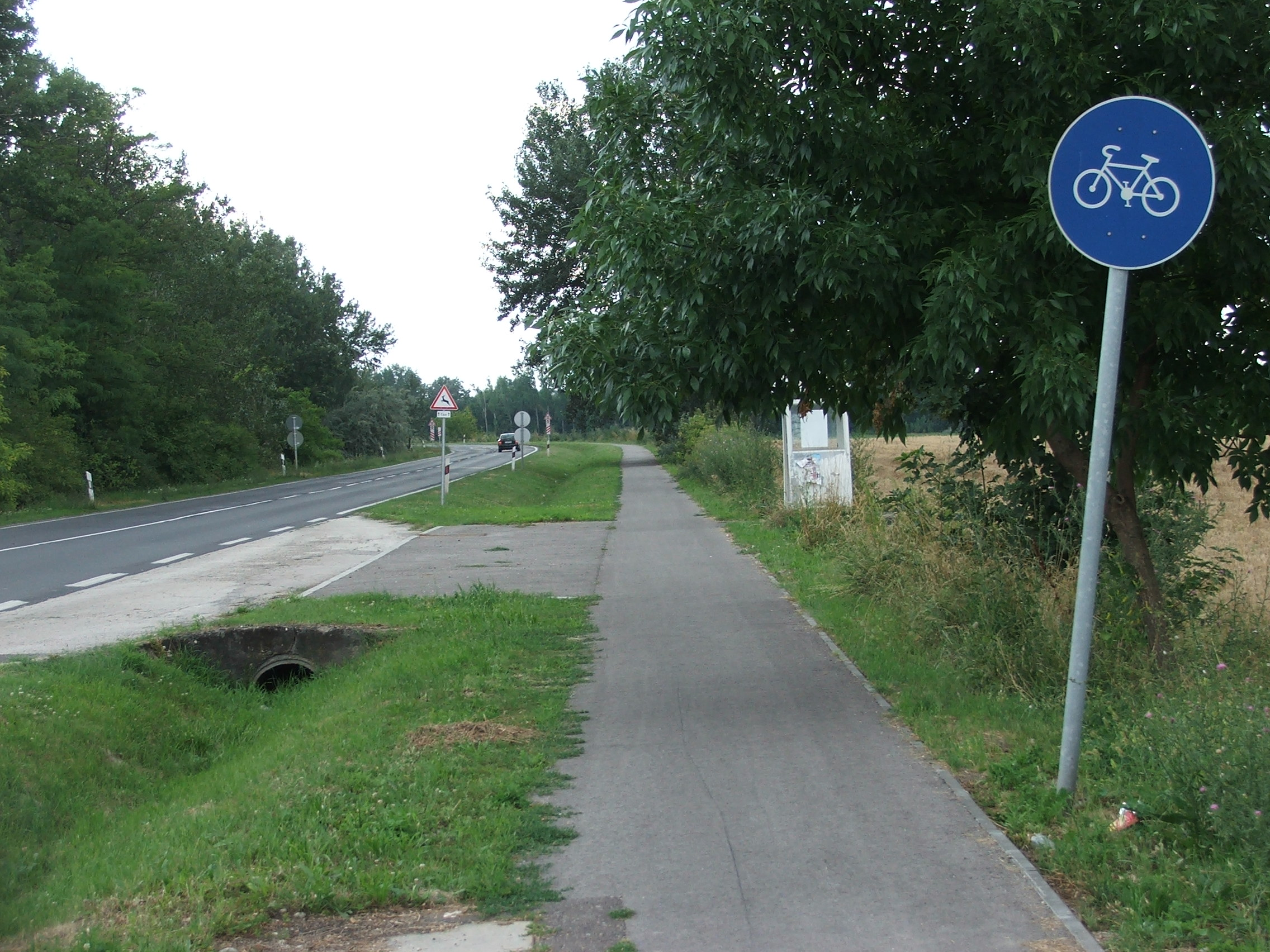
Kerékpárút Komárom és Almásfüzitő között

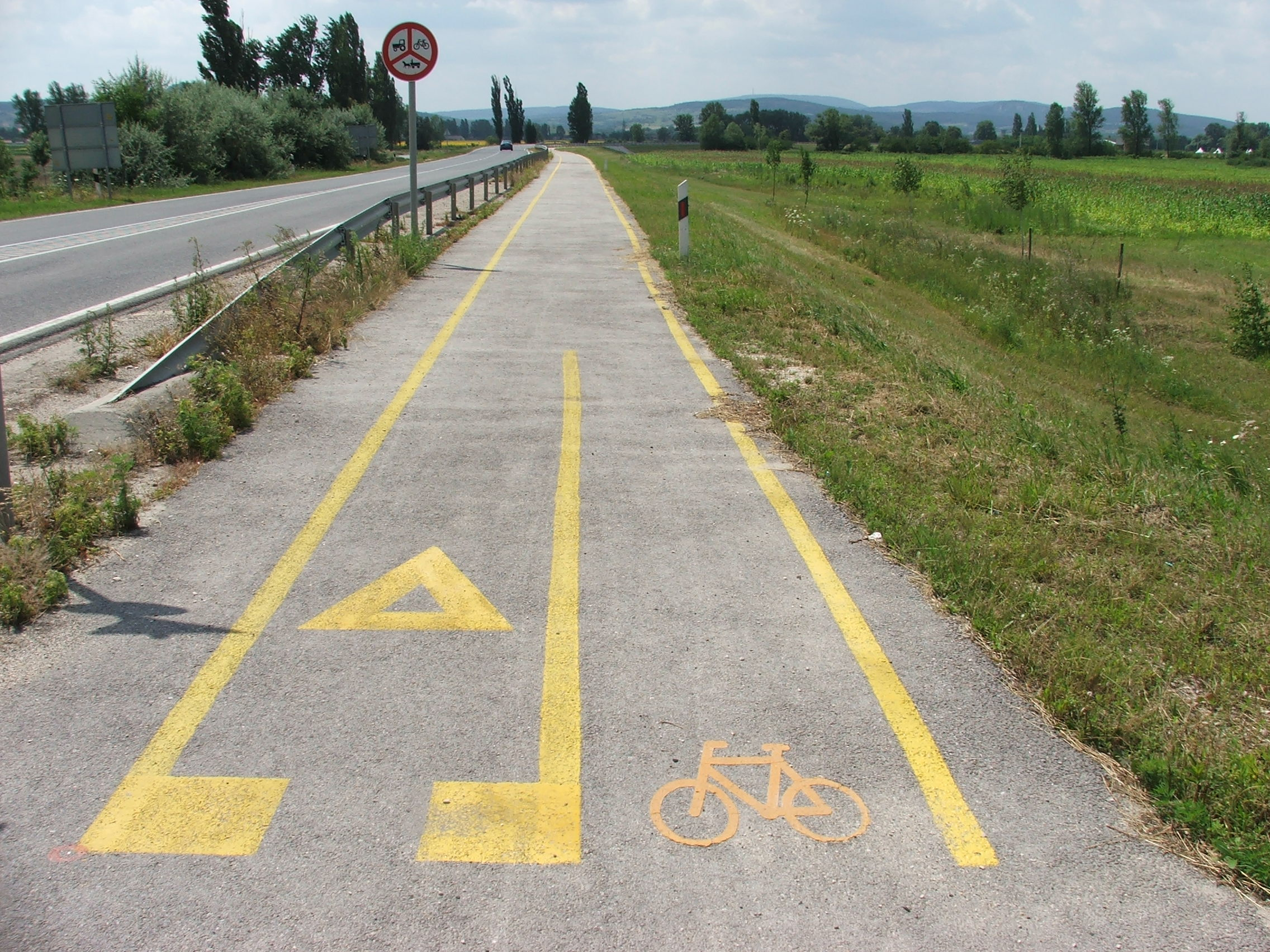
A kerékpárút vége Esztergom előtt

Ez a szakasz a szlovák és a magyar oldalon is megtehető, mégis érdemesebb a magyar oldalt választani, mert itt jobb a kerékpáros infrastruktúra kiépítettsége. Bár a kerékpárút több szakasza itt is hiányzik, de az ezeket összekötő autóutak kevésbé forgalmasak és viszonylag biztonságosan kerékpározhatók. Miután visszatértünk a magyar oldalra, a várost átszelő 1-es főútra hajtsunk fel, amely bár elég forgalmas, az út mindkét szélén jó minőségű kerékpársáv található. Ez egészen a város határáig kitart, ahol a sávot az út bal oldalán vezetett kerékpárút váltja fel. Ez egészen Almásfüzitőig tart. Almásfüzitő után forduljunk rá a 10-es főútra, ahol már kerékpárút hiányában a főúton kell tekernünk. A forgalom általában kicsi és a széles, jó állapotban lévő út biztonságosnak mondható a kerékpáros közlekedés számára. Dunaalmás, Neszmély, Süttő és Lábatlan településeket elhagyva megérkezünk Nyergesújfaluba. Itt ismét az út jobb oldalán vezetett kerékpárút segíti a továbbjutást. Az út minősége Nyergesújfalu belterületén kissé hagy kívánnivalót maga után, de összességében jól kerékpározható. A kerékpárút Nyergesújfalut elhagyva különösen jó minőségű és széles, hiszen építése 2008 nyarán fejeződött csak be. A kerékpárút Tát határában áttér az autóút bal oldalára és a 10-es és a 117-es út elágazásáig vezet, ahol véget ér. Innen a maradék 5 kilométert a 117. kis forgalmú autóúton kell megtennünk Esztergom belvárosáig. Esztergomba beérve a Kerektemplomnál lévő körforgalomban érdemes balra lekanyarodni és a Szent Erzsébet híd előtt jobbra fordulni, mert így autóforgalomtól mentes ősfás utcában tekerve érhetjük el a belvárost.

#### Esztergom

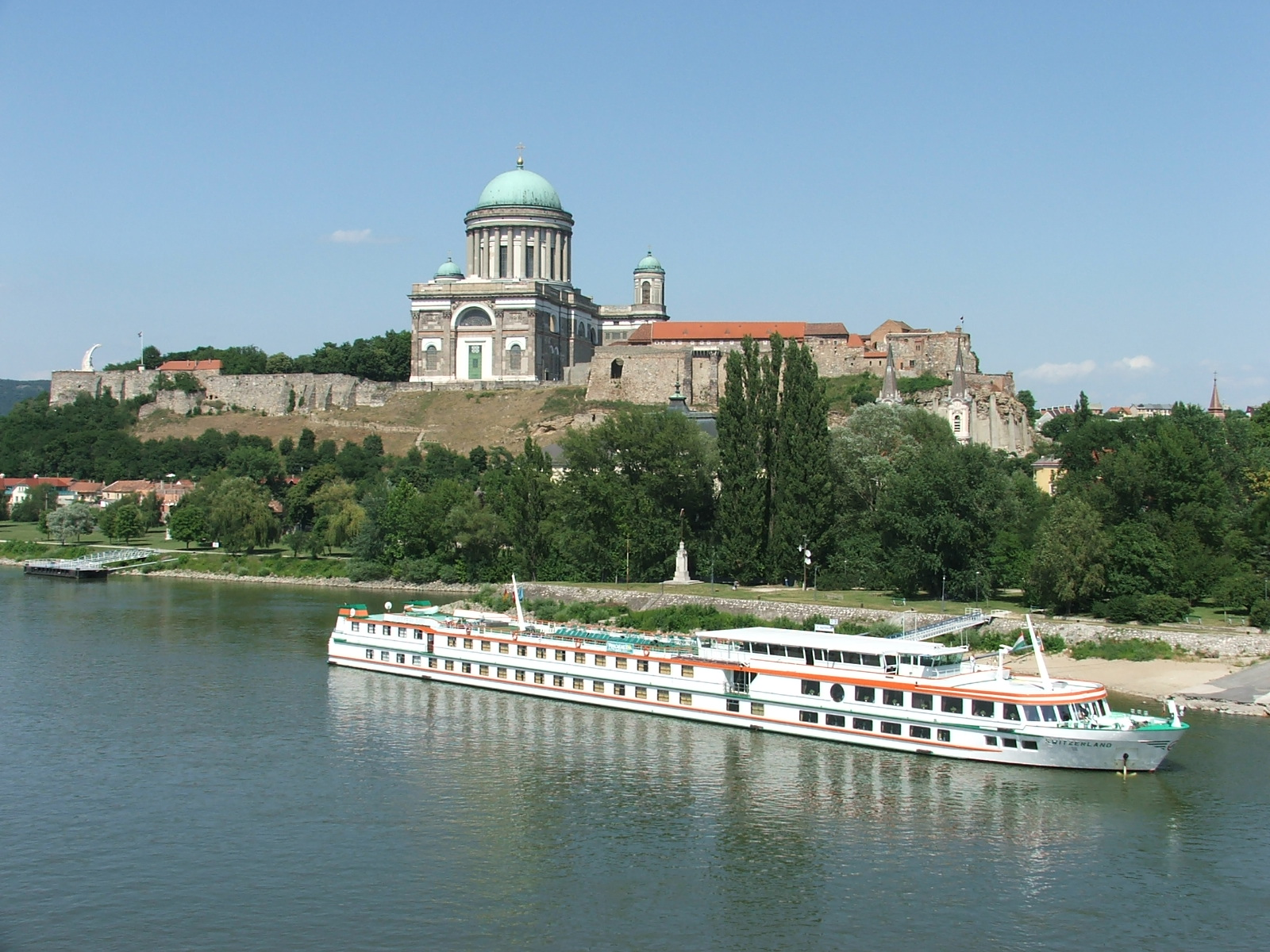
Esztergom bazilikája a Mária Valéria hídról

A város a Dunakanyar nyugati kapujánál helyezkedik el. Az őskortól kezdve lakott hely. Szent István királyt itt koronázták meg. Magyarország fővárosa volt 1256-ig. Országosan a jelentős turizmussal rendelkező városok közé tartozik.
Látnivalók, nevezetességek Esztergomban:
- Széchenyi tér
- Esztergomi bazilika
- Szent István tér
- Ószeminárium
- Főszékesegyházi kincstár
- Vármúzeum
- Balassa Bálint Múzeum
- Keresztény Múzeum
- Duna Múzeum
- Prímási palota
- Városháza
- Mária Valéria híd
- Aquasziget
- Özicseli Hadzsi Ibrahim-dzsámi

### Esztergom–Budapest(60 km)
A következő útszakasz a világörökségi várólistára is felkerült Dunakanyar szépségeit mutatja be. Budapestet a Duna jobb vagy bal oldalát is felejthetetlen élményekkel lehet megtenni.
A Dunakanyar egyik legfestőibb települése Visegrád. A Kisalföld felől érkező Duna elhagyni készül a vulkáni hegyekbe vágott, patkó alakú kanyarulatát, hogy két ágra szakadva kilépjen az Alföldre. Keskeny teraszlépcsők felett meredek sziklafallal ott emelkedik a visegrádi Várhegy jellegzetes andezit láva tömege. (238 méteres magasság)
Szentendre különleges hangulatú kisváros a Szentendrei-Duna-ág mentén. Festői rendszertelenségben kanyargó kis utcái, szűk lépcsős sikátorai a mediterrán kisvárosok sajátos karakterét idézik, a barokkos stíluselemeket is mutató városban.
|  |  |  |

|  |  |  |

|  |  |  |

|  |  |  |

|  |  |  |

|  |  |  |

|  |  |  |

|  |  |  |

|  |  |  |

|  |  |  |

|  |  |  |

|  |  |  |

|  |  |  |

|  |  |  |

|  |  |  |

|  |  |  |

|  |  |  |

|  |  |  |

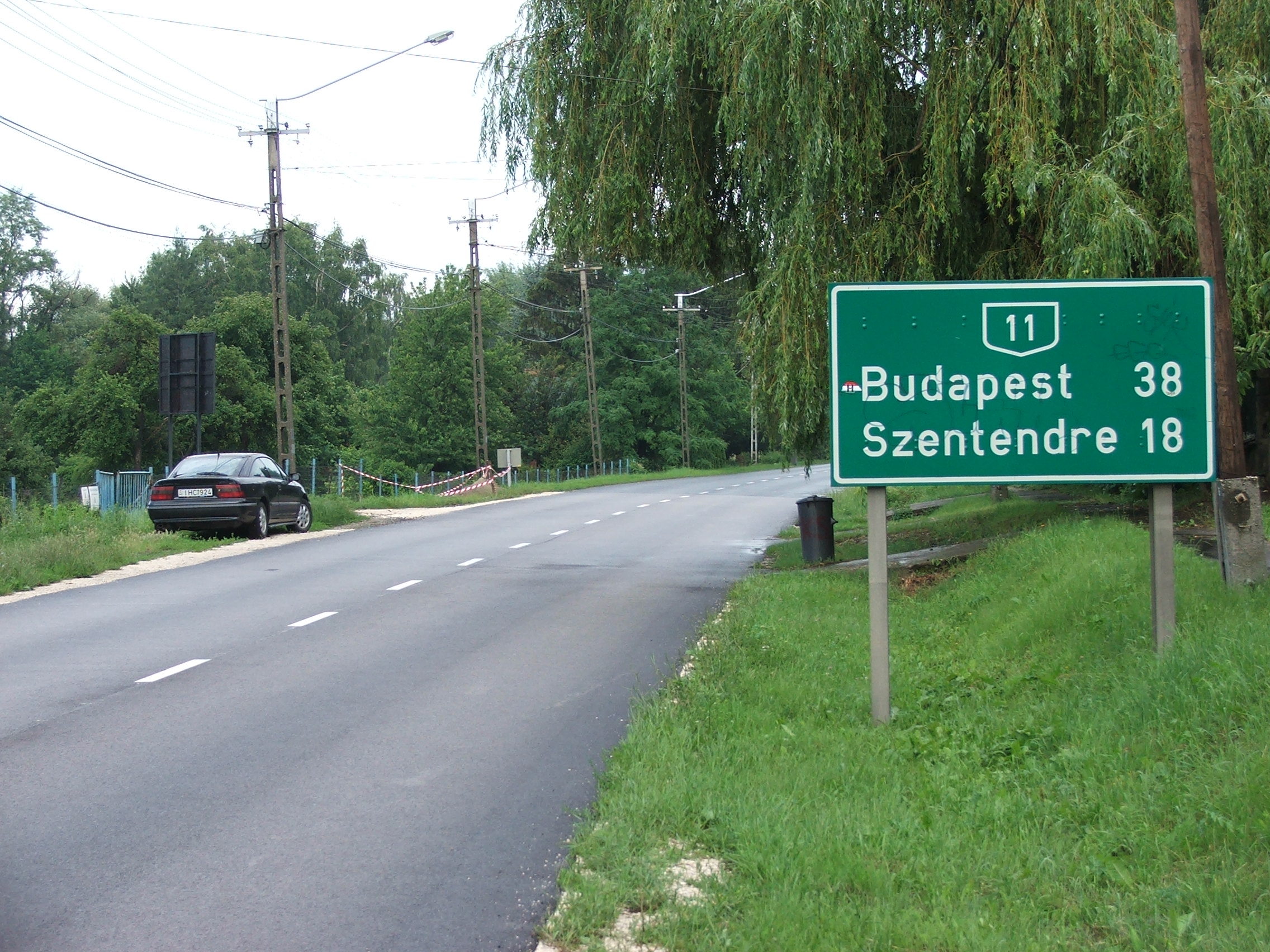
Dunabogdány

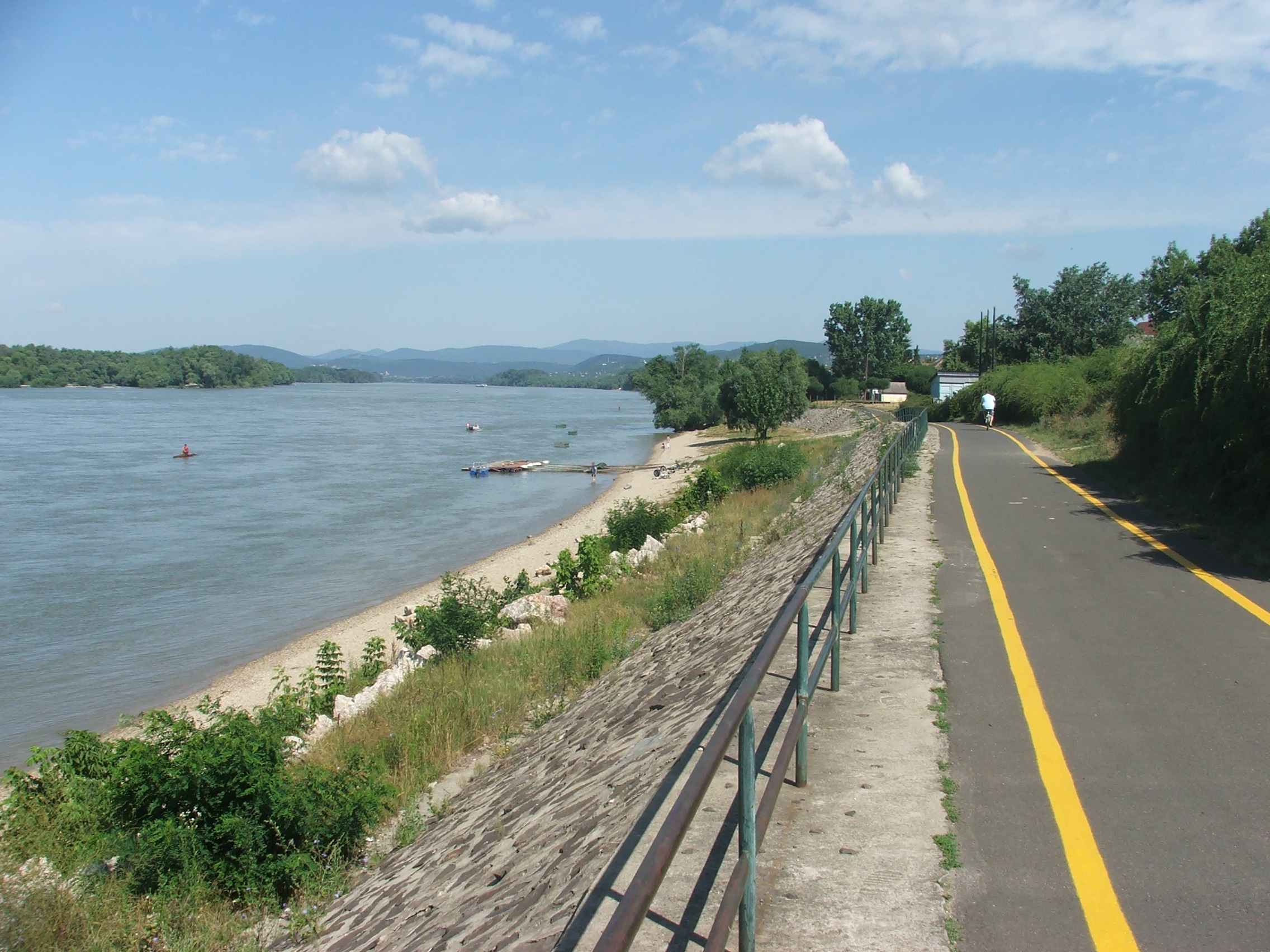
Vác, kilátás a Dunakanyar irányába

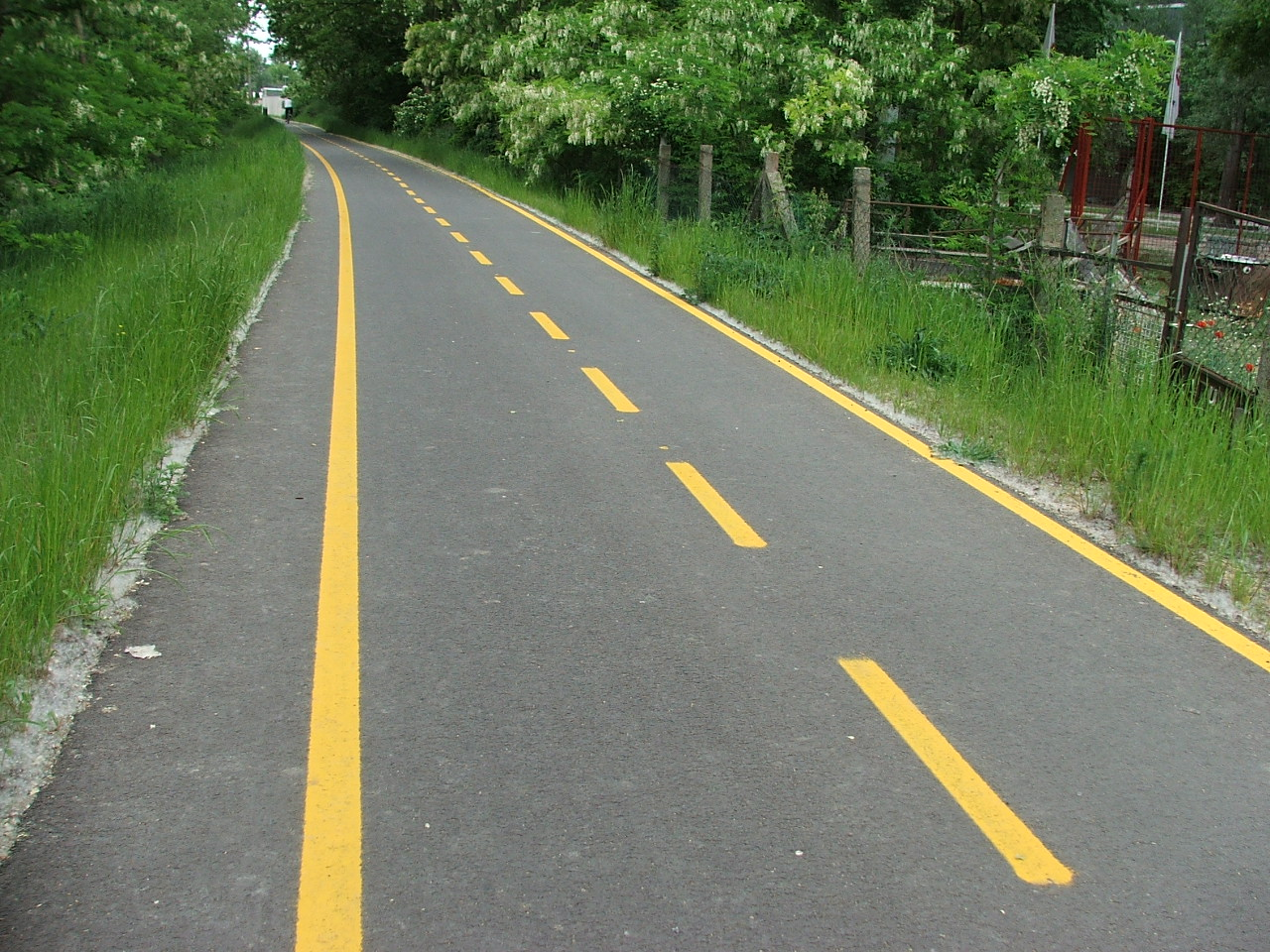
EuroVelo 6 kerékpárút Szentendrén

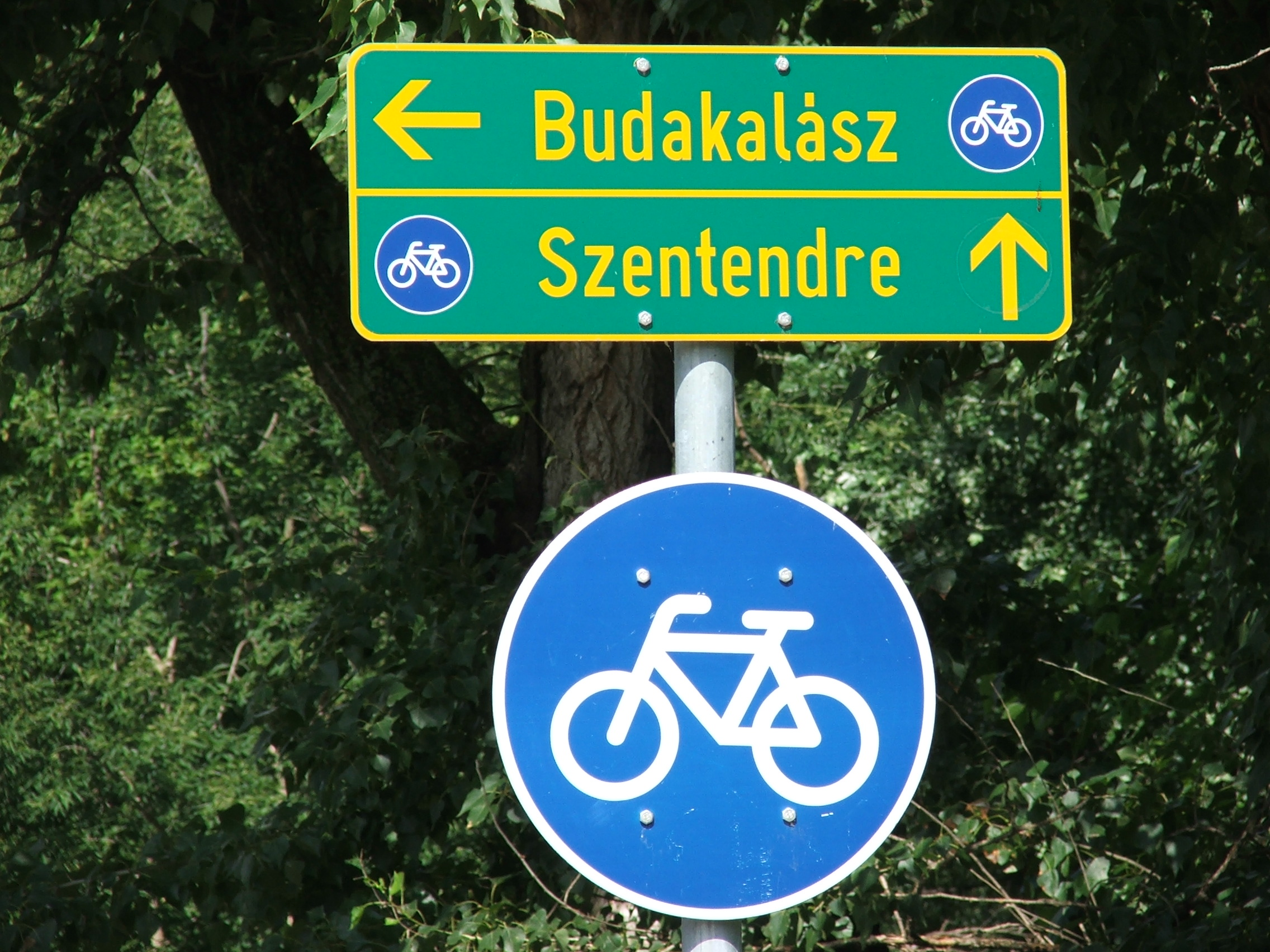
Budakalász

Ennek a szakasznak több változata is létezik. A túrát Esztergomból mindkét oldalon érdemes kipróbálni.
I.
Esztergomból a jobb parti útvonalat a Duna mellett futó kerékpárúton folytatjuk. A kerékpárút 6 km után véget ér és innentől kezdve a 11-es főúton kell tovább haladnunk Búbánatvölgy, Basaharc, Pilismarót, Dömös és Visegrád érintésével. Visegrád belterületén rövid szakaszon létezik kiépített kerékpárút, de ezt különösen a nyári időszakban előszeretettel használják a turisták sétálgatásra, ezért itt számítani kell óvatlan gyalogosok felbukkanására. Visegrádot elhagyva ismét a 11-es főúton kell haladnunk Dunabogdányig, ahonnan egészen Tahitótfalu határáig jó minőségű, széles kerékpárút vezet. A kerékpárút Dunabogdány belterületén a part mentén halad, majd Dunabogdányt elhagyva a 11-es bal oldalán fut tovább. Tahitótfalutól egészen Leányfalu határáig kerékpárút hiányában ismét a főúton kell tekernünk, majd Leányfalutól ismét kerékpárúton folytathatjuk utunkat.
A kerékpárút kezdete a strand előtti szakaszon van. Az Esztergom felől érkezőket semmilyen tábla nem figyelmezteti, ezért ajánlatos a buszmegálló elérésekor a bal oldalon kezdődő merőleges utcába lefordulni. A kerékpárút egészen Szentendre belvárosába vezet be, ahol a Duna-korzó végénél az út bal oldalán halad tovább az árvízvédelmi töltés tetején. Innen egy új, a Dera patakon átvezető kerékpáros hídon, és kiváló bicikliúton haladhatunk a Lupa tóig, majd térkövezett, kanyargós, széles utunk van a Megyeri híd jobb parti hídfőig az ártérben. Hétvégén itt nagyon nagy a forgalom, és sok a gyalogos, babakocsis, ne számíts nagy tempóra! Kitartó pedálozással a Római partra jutunk.
Látnivalók, nevezetességek a Dunakanyarban:
- Római erőd maradványa, Pilismarót
- Prépostsági romok, Dömös
- Római erőd, Árpád-kori ispáni vár, Visegrád
- Fellegvár, Visegrád
- Alsóvár / Salamontorony, Visegrád
- Szentendrei Szabadtéri Néprajzi Múzeum
- Kovács Margit Múzeum, Szentendre
- Szerb Egyházi Múzeum, Szentendre
- Városi Tömegközlekedési Múzeum, Szentendre
- Ferenczy Múzeum, Szentendre
- Szob–Nagybörzsöny erdei vasút
- Börzsöny Múzeum, Szob
- Országzászló és nemzeti hőseink emlékparkja, Zebegény
- Királyréti Erdei Vasút, Kismaros
- A Havas Boldogasszonynak szentelt római katolikus templom, Zebegény
- Fehérek Temploma, Vác
- Váci székesegyház, Vác
- Városháza, Vác
- Kőkapu, Vác
- Püspöki Palota, Vác

Budapest központját nem egyszerű kerékpárral elérni, mert a sokszor rossz minőségű kerékpárútszakaszokat kis forgalmú utcák kötik össze, és a kitáblázottság színvonala is hagy kívánnivalót maga után. Békásmegyeren érdemes a kerékpárút végénél balra fordulni, majd a Pünkösdfürdő utcán a Duna-partig letekerni és a Dunával párhuzamosan futó Királyok útján haladni tovább a belváros irányába.
II.

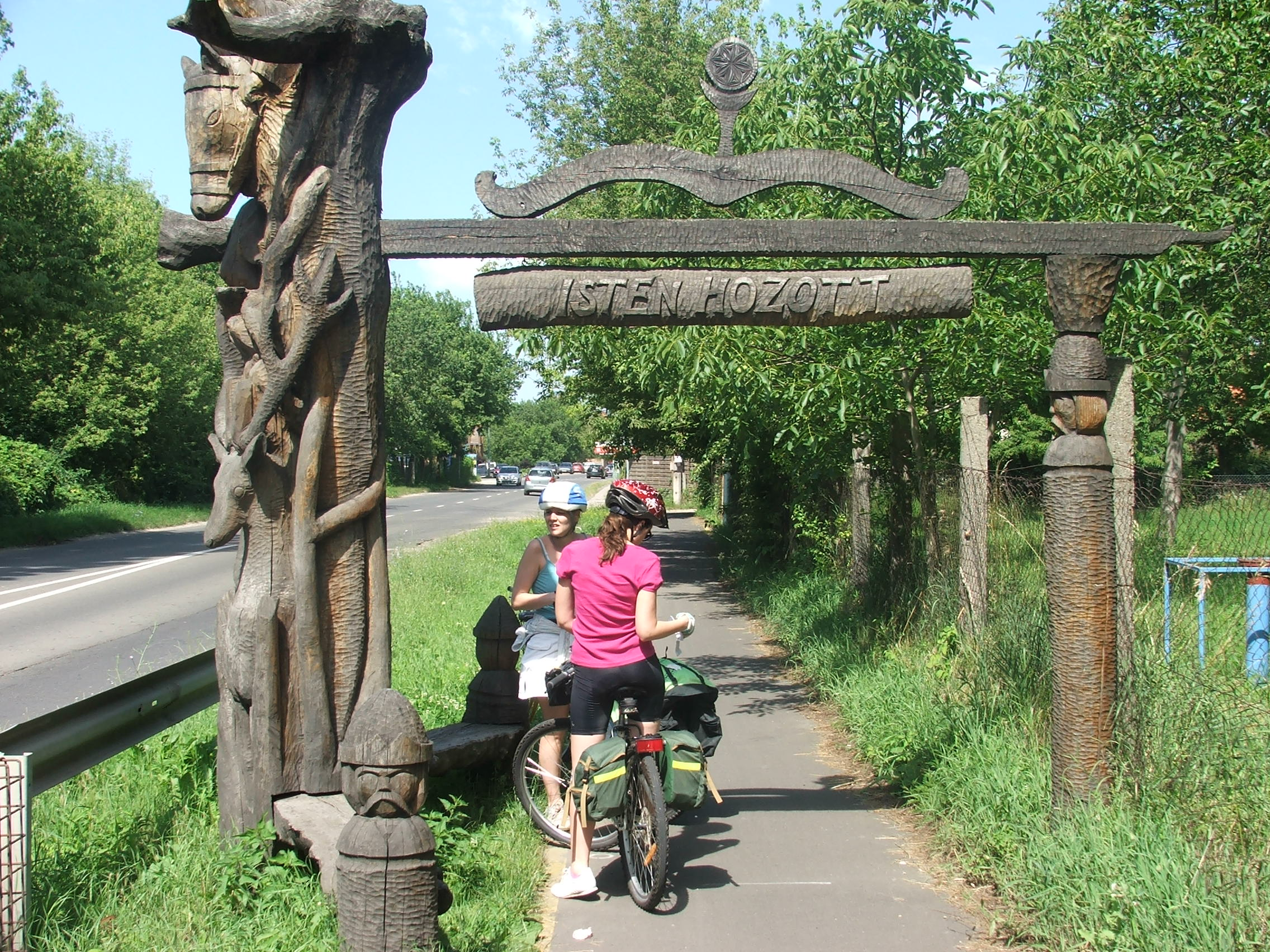
Kerékpáros vendégvárás Verőcén

A Duna menti kerékpárút Esztergom és Budapest közötti szakaszának másik, a bal parton futó változata. A Mária Valéria hídon Esztergomból Párkányba átkelünk. A város felújított főtere és hangulatos vendéglői megérnek egy rövid sétát. Ezután kis forgalmú közúton hagyjuk el a várost, és a közúti hídon keresztezzük a Garam folyót, (a vasúti híd ellenjavalt, mert nagyon keskeny, nincs gyalogos sáv), majd Helemba érintésével újra magyar területre érünk a Helemba-Ipolydamásd között épült új, Ipoly hídon. Szob irányába új, az Ipoly vonalát követő kerékpárúton lehet eljutni. A Szob-Pilismarót közötti kompátkelés évek óta megszűnt, ne számítsunk rá (vagy keressünk friss információt). Szobot elhagyva a kerékpárút a vasút és a Duna közötti meredek partba épült, nagyon vadregényes. Hamarosan elérjük Zebegényt, ahol érdemes a biciklit lezárni, amíg egy rövid kirándulást teszünk a Kós Károly kilátóhoz. A folytatásban a kerékpárút a kikötő után egy látványos, falusi kis utcában folytatódik. Ezt elhagyva a 12-es út mellett tekerünk Nagymarosra, ahol szép időben mediterrán nyüzsgés fogad. Itt lehetőség van átkompozni Visegrádra (vagy vissza) ezzel váltható a bal parti túra jobb partira azoknak, akik szívesebben mennének Dunabogdány felé. Akik a bal parton maradnak Kismarosra érkeznek, majd innen hamarosan Verőcére, Verőcén az útvonal a 12.-es út keskeny biciklisávján visz, de mégis megéri erre tekerni, mert a Nagy Lajos király téren leparkolva a "Bajusz" szobortól lesétálhatunk a partra, ahol megcsodálható a híres támfal. Néhány kilométerrel lejjebb éttermek és cukrászda van, valamint meleg időben egy kiépített strandon frissülhetünk fel az élő Dunában. Verőcét elhagyva a 12.-es út mellett, de elkülönített bicikliúton haladunk egy darabig, ezután az úttól eltávolodva a dunamenti utakon ritkaságszámba menő emelkedőre kapaszkodunk fel, innen lendülettel lehet begurulni Vácra. Vácott számos látnivaló és pihenőhely vár. A várost elhagyva igazi vadonba jutunk, mert Sződligetig egy ártéri erdőn át kanyarog a bicikliút. Göd is több meglepetést tartogat: részben a kis utcákon kanyargó útvonalával, (figyelni kell, könnyű eltévedni), részben a Duna gátjára épült panorámaútjával. A kijelölt nyomvonalról letérve, jó időben érdemes meglátogatni a helyiek által nagyra becsült Homokszigetet, vagy lejjebb az alsógödi szabadstrandot. Göd és Dunakeszi határán a bicikliút meredeken visz le és fel egy vízmosáson keresztül (kezek a féken és a váltókaron!). Dunakeszin jó időben ismét fürödhetünk a Dunában, majd Budapest határáig tekerhetünk az újonnan épült, nagyon kényelmes, de kissé unalmasra sikerült luxusaszfalton. A Megyeri híd is útbaesik, aki akar, partot válthat itt.

#### Budapest
Budapesten mindössze 180 kilométer kerékpárút szolgálja a biciklistákat, de a hálózat jelentős része alkalmatlan a rendes használatra. A kerékpározás fejlesztésére újabb koncepció készül, ami már nem méterekben, hanem százalékban mér. 2012-re 15%-ra szeretnék emelni a kerékpáros közlekedés részarányát.

### Budapest–Mohács
- Budapest
- Szigetszentmiklós
- Szigethalom
- Tököl
- Szigetújfalu
- Ráckeve
- Dömsöd
- Dunavecse
- Apostag
- Dunaegyháza
- Solt
- Harta
- Dunapataj
- Ordas
- Géderlak
- Dunaszentbenedek
- Foktő
- Fajsz
- Baja
- Szeremle
- Dunafalva
- Mohács

## Horvátország,Szerbia,Bulgária,Románia
- Mohács – Vukovár – Újvidék
- Újvidék – Belgrád – Golubac
- Golubac – Drobeta/Turnu Severin – Vidin – Lom
- Lom – Kozloduj – Belene
- Belene – Rusze – Oltenita – Silistra
- Silistra – Harsova – Greci
- Greci – Braila – Tulcea – Konstanca

## Térképek, könyvek
- Duna menti kerékpárút Németországban: 15 túraszakasz a Fekete Erdőtől Passauig térképpel, ISBN 9638584890
- Duna menti kerékpárút Ausztriában: Passau–Bécs–Hainburg, ISBN 9799639586078
- Kerékpárostérkép: Duna menti kerékpárút Budapesttől a Fekete-tengerig; Szarvas András
- bikeline-Radtourenbuch Donau-Radweg, Teil 1: Von Donaueschingen nach Passau, ISBN 3-85000-025-7
- bikeline-Radtourenbuch Donau-Radweg, Teil 2: Von Passau nach Wien, ISBN 3-85000-024-9
- bikeline-Radtourenbuch Donau-Radweg, Teil 3: Slowakische und Ungarische Donau, Von Wien Wien nach Budapest, ISBN 3-85000-078-8
- bikeline-Radtourenbuch Donau-Radweg, Teil 4: Ungarn, Serbien und Rumänien, Vom Budapest zum schwarzen Meer, ISBN 3-85000-200-4
- Donau-Radwanderführer, Von Passau nach Wien, ISBN 3-931944-52-2
- Bernhard Irlinger: Der Donau-Radweg, Von der Quelle bis Passau, ISBN 3-7654-3388-8
- Michael Reimer, Wolfgang Taschner: Donau-Radweg, Passau–Wien–Budapest. ISBN 3-7654-3630-5
- Radwanderkarte Donau-Radweg 1 Donaueschingen–Passau, 1: 50 000, Publicpress-Verlag. ISBN 978-3-89920-235-9
- Radwanderkarte Donau-Radweg 2 Passau–Wien, 1: 50 000, Publicpress-Verlag. ISBN 978-3-89920-246-5

### Németül
- donauradweg.nl
- Donauradweg in Deutschland
- Donauradweg in Österreich
- Donauradweg im ADFC-Tourenportal
- Der Donauradweg 2 - Buch und Landkarte
- Donau-Radweg von Donaueschingen bis Passau bei Bikemap
- Donau-Radweg von Passau bis Wien bei Bikemap
- Donauradweg von Passau bis Ybbs Archiválva 2008. július 5-i dátummal a Wayback Machine-ben
- Donauradweg von Linz bis Wien
- Reiseführer inkl. Karten für den Donauradweg (zum herunterladen)

### Magyarul
- https://web.archive.org/web/20160304131203/http://www.bringaut.hu/?q=node%2F663
- https://web.archive.org/web/20080505064002/http://www.sulinet.hu/turizmus/?p=turautvonal
- http://www.internettudakozo.hu/talalati.html?gyors=szigetk%F6z+horg%E1sz Archiválva 2008. szeptember 13-i dátummal a Wayback Machine-ben